# Папрат
Па́прат (болг. Папрат) — село в Кирджалійській області Болгарії. Входить до складу общини Джебел.

## Населення
За даними перепису населення 2011 року у селі проживали 143 особи, з них 139 осіб (97,9%) — турки.
Розподіл населення за віком у 2011 році:
Динаміка населення: